# Gymnocalycium carminanthum
Gymnocalycium carminanthum (Borth. & Koop., 1976; Гімнокаліціум кармінантум, гімнокаліціум кармінноквітковий) — кактус з роду гімнокаліціум.

## Етимологія
Видова назва обумовлена кольором квітів та походить від грец. καρμίνί — кармін та άνθος — квітка.

## Загальна біоморфологічна характеристика

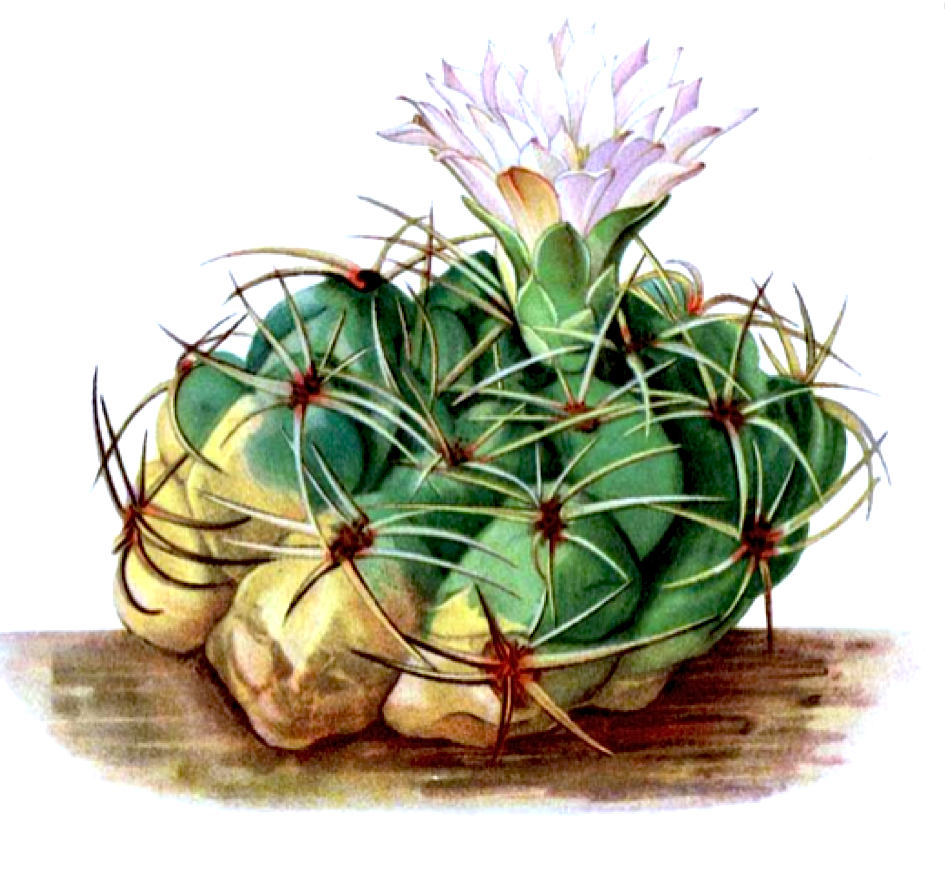
Ілюстрація Gymnocalycium carminanthum у виданні Натаніеля Бріттона і Джозефа Роуза «The Cactaceae» (1919–1923), том III

- Рослини, поодинокі, приплюснуто-кулясті з поглибленою верхівкою стебла, тьмяно-синьо-зеленого або сіро-зеленого кольору, до 5.5 см заввишки та 10 см в діаметрі.
- Ребер 6-11, плескаті з незграбними виступами.
- Центральних колючок 1-2, іноді відсутні, сильно вигнуті догори, 0.8-1.5 см завдовжки.
- Радіальних колючок 5-9, зазвичай — 7, товсті, шилоподібні, кутасті, розташовані попарно, сама нижня дивиться вниз, притиснута до стебла, червонувато-коричневі, до 2.5 см завдовжки.
- Квіти дзвоноподібні, кармінові, до 4.5 см завдовжки і 6 см в діаметрі.
- Плоди грушоподібні, оливково-зелені, до 1.5 см завдовжки і 1.1 см в діаметрі.

## Ареал та умови зростання
- Батьківщина: північна Аргентина, провінція Катамарка, Сьєрра-Амбато. Він росте серед трави в ущелинах на висоті 1 300 — 1 800 м над рівнем моря.

## Догляд у культурі
Сонячне освітлення, добре дренований, повітро- і водопроникний субстрат. Полив після повного просихання субстрату в період вегетації. Холодна суха зимівля. Мінімальна температура 10 °C.

## Синоніми
В деяких джерелах Gymnocalycium carminanthum називають синонімом Gymnocalycium oenanthemum, хоча згідно з класифікацією Edward F. Anderson — це два різні види.